# مدور ثالث
في علم التشريح البشري، المدور الثالث (بالإنجليزية: Third trochanter)‏ هو نتؤ (بروز) عظمي يظهر في بعض الأحيان على الجزء القريب (proximal) من عظم الفخذ بالقرب من الحافة العلوية من الأحدوبة الألوية (بالإنجليزية:  gluteal tuberosity)‏. عند تواجد المدور الثالث، يكون شكله مستطيلاً، أومستديراً، أو مخروطيّ الشكل، و في بعض الأحيان يكون مستمراً مع الحرف الألوي. وعادة ما يتواجد المدور الثالث ثنائيا (أي بالتَناظُرُ على الجانِبَين) دون ازدواج هيئتة بشكل ملحوظ.
المدور الثالث بنْيَة عظمية ذات أهمية ثانوية في البشر، وحدوثه يختلف بنسبة 17-72% بين الجماعات العرقية، وتواجده أكثر شيوعا في الإناث منها في الذكور. هناك بِنىً عظمية مشابهة للمدور الثالث موجودة في ثدييات أخرى، بما في ذلك بعض الرئيسيات.
يُطلق اسم المدور الثالث في إشارة إلى المدور الكبير والمدور الصغير اللذان وجودهما دائمٌ في عظم الفخذ.

## الوظيفة
تتمثل مهمة المدور الثالث في توفير نقطة ارتباط للوتر الصاعد للعضلة الألوية الكبرى. فيمكن أن تكون بمثابة:
1. آلية لتعزيز الجزء القريب (proximal) من جدل الفخذ في استجابة لقوة رد فعل الأرض.
2. زيادة مساحة سطح ارتباط مَجمُوع العَضَلات الألوية، وبالتالي توفير قدر أكبر من كفاءة انقباض العضلات.

من ناحية أخرى، قد يؤثر الحمل الميكانيكي للعضلة الألوية الكبرى على تشكّل (morphology) عظم الفخذ القريب، فكما أن العضلة رباعية الرؤوس تحدّد شكل الأحدوبة الظنبوبية لعظم الساق، فكذلك يتحدّد شكل المدور الثالث.

## علم المتحجرات
يرتبط المدور الثالث مع الأفخاذ القصيرة القوية ، ويتواجد بصورة مكتملة النمو و معتادة في الإنسان البدائي نياندرتال (باللاتينية: Homo neanderthalensis) الذي كان قصيراً و أقوي من الإنسان الحديث تشريحياً، إلا أن المدور الثالث لا يتواجد بصورة عامة في الرئيسيات العليا.

## صور إضافية

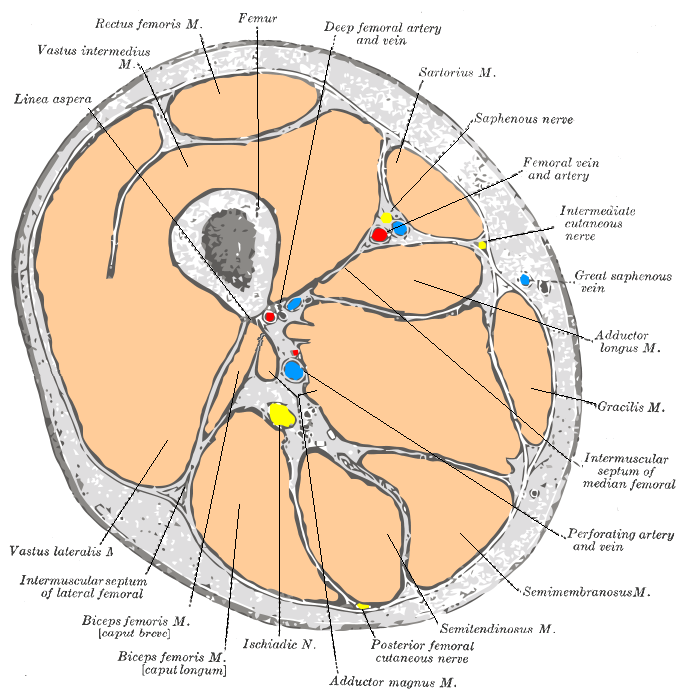
قطاع عرضي في منتصف الفخذ.
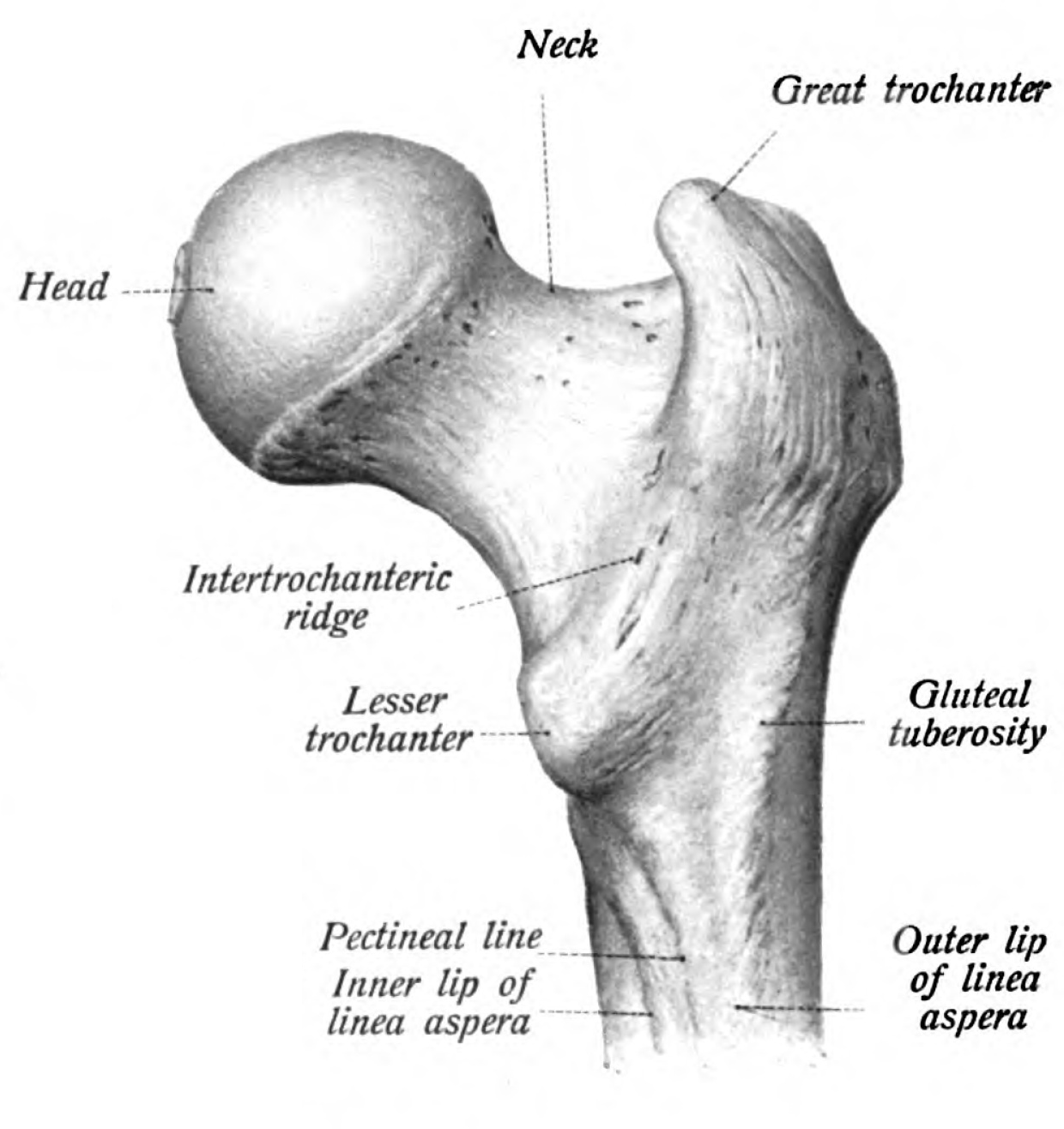
الجزء العُلوي من عظم الفخذ اليُمنى (رأس عظم الفخذ)، رؤية خلفية.